# Озшенер, Йигит
Йигит Озшенер (тур. Yiğit Özşener, род. 6 апреля 1972) — турецкий актёр.

## Биография
Йигит Озшенер родился 6 апреля 1972 года в Измире.
Озшенер получил степень инженера по электронным коммуникациям в Техническом университете Йылдыз в Стамбуле в 1996 году. Озшенер, который начал изучать актёрское мастерство в студии Şahika Tekand, также играл в пьесах, включая «Немой официант» Гарольда Пинтера, которую поставил сам. Он привлёк к себе внимание, появившись как «Özgür Çocuk» (Свободный ребёнок) в серии роликов для Turkcell. Он появился в сериале «Karanlıkta Koşanlar» с Угуром Юджелом. Затем он сыграл в сериале «Üzgünüm Leyla». Также играл в таких фильмах как «O Şimdi Asker», «Gece 11:45» и «Beş Vakit». Между 2007 и 2009, он сыграл Джемиля Пашазаде в сериале «Мелодия сердца» по роману Решата Нури Гюгтекина. С 2009 он играет Дженгиза Атая в сериале «Эзель».
В 2011, он сыграл в фильме «Aşk Tesadüfleri Sever» (Любовь любит случайности) и сыграл главную роль Мете Авундука в фильме «Kaybedenler Kulübü» (Клуб неудачников) о культовом шоу 90-х с тем же названием.

## Фильмография
- 2000 — Üzgünüm Leyla
- 2000 — Herkes Kendi Evinde
- 2001 — Karanlıkta Koşanlar
- 2001 — Yeşil Işık
- 2002 — Zeybek Ateşi
- 2002 — Unutma Beni
- 2002 — O Şimdi Asker
- 2003 — Prenses...Kankam ve Ben
- 2003 — Crude / Fırsat
- 2003 — Giz
- 2003 — Estağfurullah Yokuşu
- 2004 — Apartman
- 2004 — 24 Saat
- 2004 — Çalınan Ceset
- 2004 — Gece 11:45
- 2004 — Arapsaçı
- 2005 — Tombala
- 2005 — Rüzgarlı Bahçe
- 2006 — Kabuslar Evi: Onlara Dokunmak
- 2006 — Rüya Gibi
- 2006 — Beş Vakit
- 2007 — Prenses Lissi ve Karadamı Yeti
- 2007 — Yoldaki Kedi
- 2007 — Kayıp
- 2007 — Dudaktan Kalbe
- 2008 — Kung Fu Panda
- 2009 — Güneşi Gördüm
- 2009 — Ezel
- 2011 — Aşk Tesadüfleri Sever
- 2011 — Kaybedenler Kulübü
- 2011 — Народ моего деда / Dedemin İnsanları
- 2013 — Месть / İntikam
- 2014 — Двуликий Янус / The Two Faces of January